# Dima Wannous
Dima Wannous (arabisch ديمة ونوس; * 1982 in Damaskus) ist eine syrische Schriftstellerin, politische Aktivistin und Übersetzerin für französische und arabische Literatur. Sie ist die Tochter des 1997 verstorbenen, bekannten syrischen Dramatikers Saadallah Wannous. Ihre Werke zählen zur zeitgenössischen syrischen Exilliteratur.

## Leben
Dima Wannous studierte Literatur und Romanistik (französische Literatur) an der Universität Damaskus und der Geisteswissenschaftlichen Fakultät der Universität Paris IV Sorbonne (heute Sorbonne Université). Außerdem studierte sie Übersetzungswissenschaft an der Universität Lyon.
Später war sie in Beirut als Autorin und Kolumnistin für verschiedene arabischsprachige Medien tätig, darunter die internationale, in London erscheinende Tageszeitung Al-Hayat oder die libanesische Zeitung Al-Safir. Mit Beginn der Protestbewegung in Syrien 2011, die in einen bewaffneten Aufstand mündete, wurde sie für den Oppositionssender „Orient News“ tätig und moderierte u. a. Programme zu kulturellen Themen.
Nach mehrjährigem Aufenthalt in Beirut wanderte sie nach London aus, wo sie heute lebt. Als Gründe für diesen Umzug nannte sie in einem Interview mit der Tageszeitung taz einerseits Sicherheitsbedenken, u. a. wegen der starken Präsenz der mit Baschar al-Assad verbündeten Hisbollah, andererseits familiäre Gründe. Sie hat einen Sohn und ist verheiratet mit dem Journalisten und politischen Korrespondenten der internationalen arabischen Zeitung Asharq al-Awsat, Ibrahim Hamidi.

## Werk
2007 erschien eine Kurzgeschichtensammlung, die später (2014) unter dem Titel „Dunkle Wolken über Damaskus“ auch in deutscher Übersetzung verlegt wurde. Ihr erster Roman erschien 2008 unter dem Titel „Al Kursi“ (Der Stuhl). Im selben Jahr wurde Dima Wannous als eine der 40 talentiertesten jungen Autorinnen und Autoren der arabischen Welt ausgezeichnet.
2018 erschien ihr Roman „Al-Khayifun“ in Deutschland unter dem Titel „Die Verängstigten“. Der Schriftsteller Volker Kaminski lobte Wannous' Erzählstil als „nüchtern und oft schmerzlich genau, was die Detailbeschreibungen menschlichen Leidens betrifft.“ Selten habe ein Roman „auf derart hohem literarischem Niveau so klar von der nackten Verzweiflung gesprochen und die schier unheilbare Spaltung der Gesellschaft so eindringlich gemacht wie dieser bohrend beunruhigende Text“.

## Kontroversen
In einem Beitrag für die Website des Senders Orient News kritisierte Wannous doppelte Standards der internationalen Politik angesichts des Attentats auf die Redaktion der Satirezeitschrift Charlie Hebdo am 7. Januar 2015. In dem Kommentar mit dem Titel „Ich bin die syrische Charlie“ warf sie den zu einer Solidaritätsbekundung in Paris vereinten Staatsoberhäuptern vor, zwar solidarisch mit den Opfern von Terror dschihadistischer Gruppen zu sein, nicht aber mit denen des syrischen Regimes.
2016 löste sie eine Kontroverse aus, als sie im Sender Orient News die Fixiertheit der arabischen Öffentlichkeit auf das Thema der Vertreibung der Palästinenser (Al-Nakba) in Folge der Nahostkriege von 1948 und 1967 und die Unterstützung der palästinensischen Führungen für den irakischen Diktator Saddam Hussein kritisierte. Die Anzahl der vertriebenen Syrer liege höher als die der vertriebenen Palästinenser, die arabische Solidarität für die Opfer des syrischen Regimes sei daran gemessen allerdings gering.